# Холдейн, Данкан
Фредерик Данкан Майкл Хо́лдейн (англ. Frederick Duncan Michael Haldane; род. 14 сентября 1951 года) — британский физик. Лауреат Нобелевской премии по физике 2016 года (совместно с Джоном Костерлицем и Дэйвидом Таулессом).
Профессор Принстона, член Лондонского королевского общества (1996), иностранный член Национальной академии наук США (2017).
Известен широким спектром фундаментального вклада в физику конденсированного состояния, включая теорию жидкости Латтинжера, теорию одномерных спиновых цепочек, теорию дробного квантового эффекта Холла и многое другое.
Профессор физики физического факультета Принстонского университета.
Член Американской академии искусств и наук (1992), Американского физического общества, Института физики (Великобритания), Американской ассоциация содействия развитию науки. Приглашенный Лоренцевский профессор (2008) в Университете Лейдена.
Холдейн — британский и мексиканский гражданин с видом на жительство в США. Его мать была словенкой, и Словения также предоставила ему гражданство в 2019 году.
Награды и отличия
- Стипендия Слоуна (1984—88)
- Премия Оливера Бакли Американского физического общества (1993)
- Медаль Дирака (2012)[6]
- Нобелевская премия по физике (2016)
- Lise Meitner Distinguished Lecture[англ.] (2017)